# Carpodacus thura
Chu tước mày trắng (Carpodacus thura là một loài chim thuộc họ Fringillidae.
Chúng được tìm thấy ở Afghanistan, Bhutan, Trung Quốc, Ấn Độ, Myanma, Nepal, và Pakistan.
Môi trường sống tự nhiên của chúng là các vùng cây bụi ôn hòa và rừng ôn hòa.

## Hình ảnh

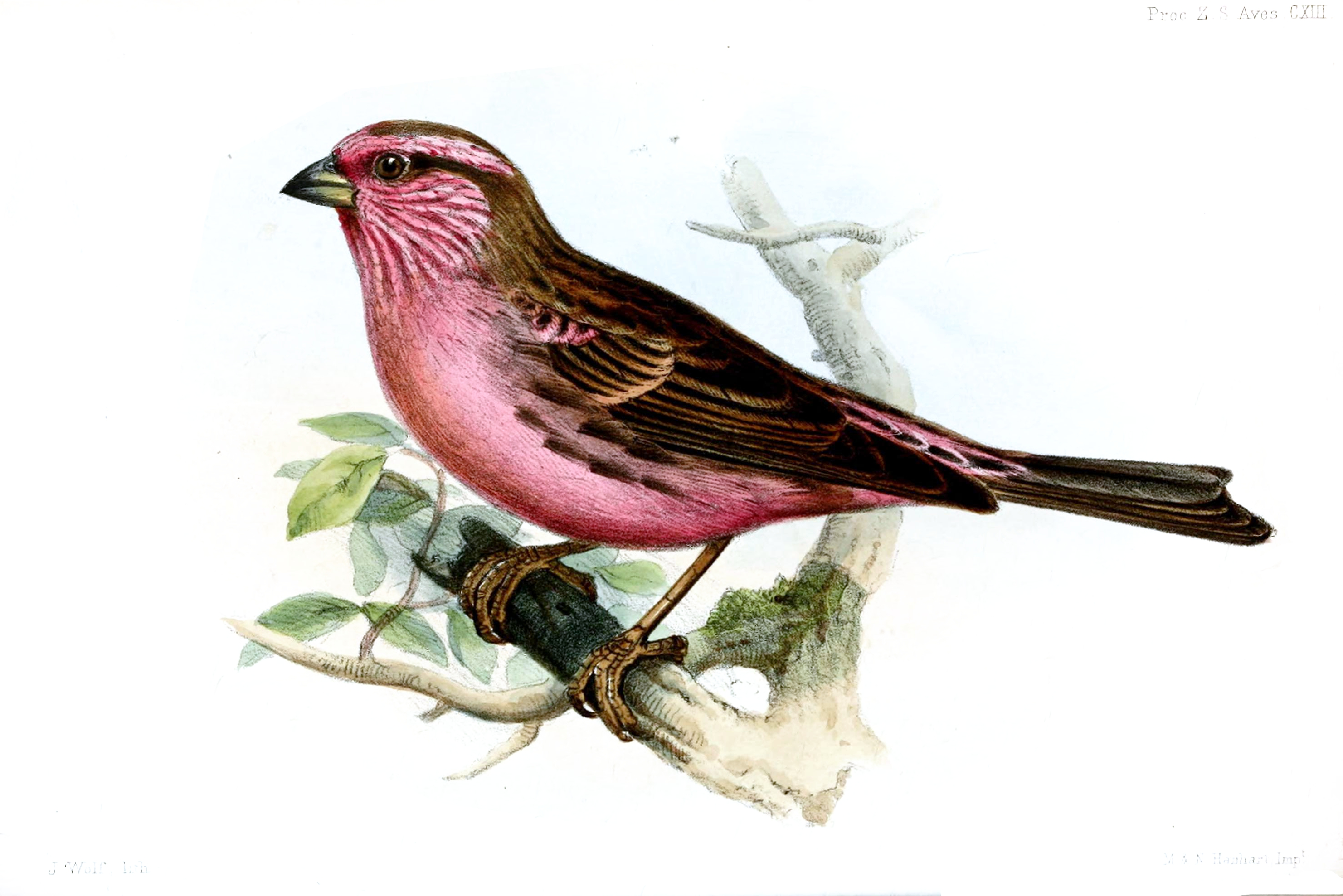
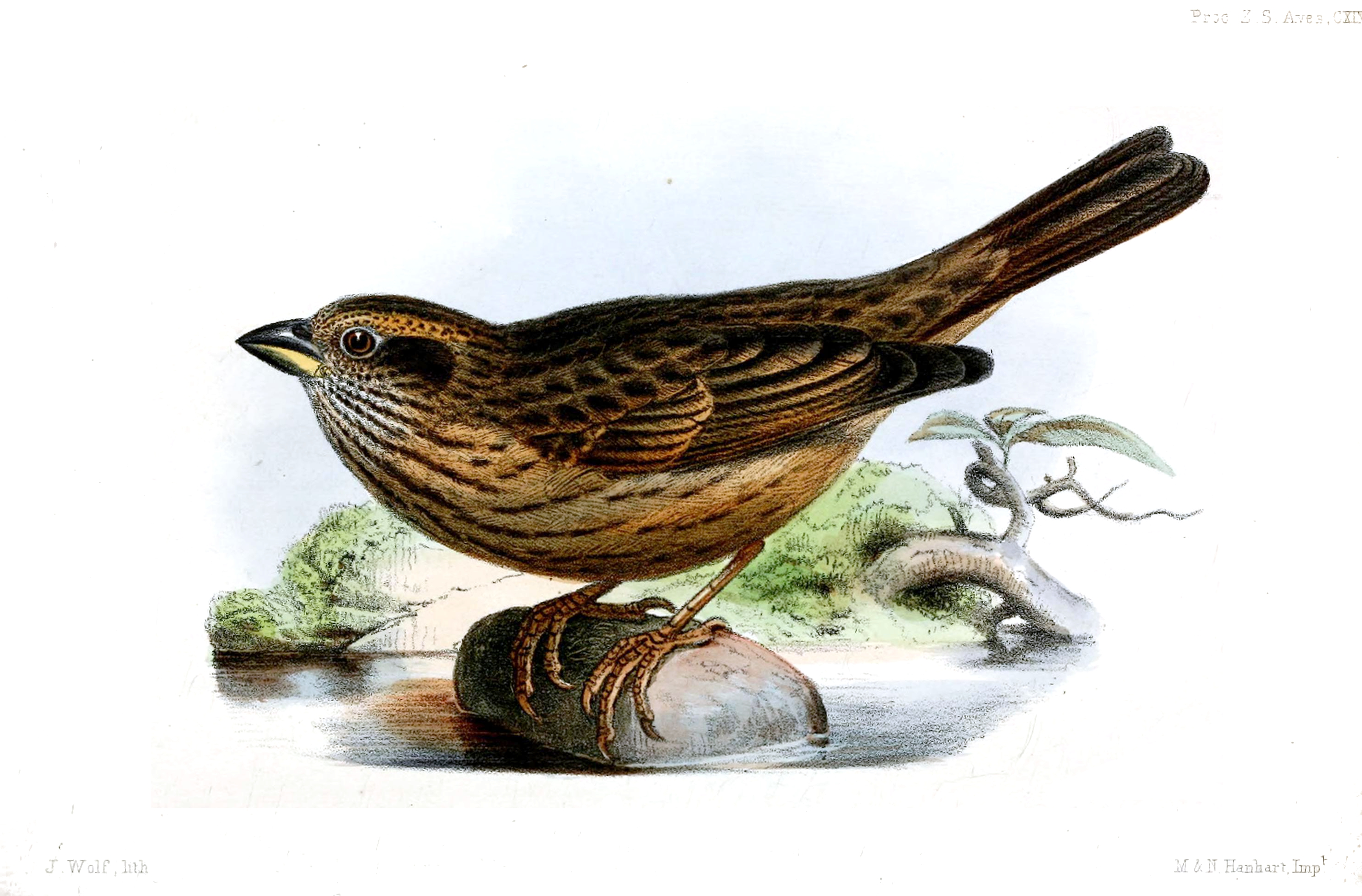